# Vittorito
Vittorito là một đô thị thuộc tỉnh L'Aquila trong vùng Abruzzo của Ý. Ý. Đô thị này có diện tích 14 km², dân số năm 2001 là 1012 người. Các đô thị giáp ranh gồm: Corfinio, Molina Aterno, Popoli (PE), Raiano, San Benedetto in Perillis